# Metamorffosis
Metamorffosis es una banda de punk rock salvadoreña formada en 1999, Metamorffosis surgió al final de la década de los noventa, con la idea de ser una banda que impactara a la juventud con un mensaje positivo.

## Historia
En su primera presentación, Metamorffosis tuvo la oportunidad de participar junto a bandas nacionales como Yom Kippur y La Roca el 13 de noviembre de 1999,  con una alineación que difiere de la actual únicamente en la voz principal. 
Con canciones propias, concebidas bajo influencias ska punk, la banda consigue dar a conocer su propuesta. 
Días después, Metamorffosis sufre su primera separación y cada uno de los integrantes tomó su propio rumbo en diferentes proyectos musicales, 
sin imaginar los planes futuros que Dios tenía con ellos. 
Fue hasta junio de 2002 que el grupo se reencuentra y vuelve a tomar forma, ahora con propósitos definidos y con una mayor experiencia musical. 
Metamorffosis inicia con ensayos de covers de MxPx, Es aquí cuando Reynaldo Campos (actual voz principal) 
aparece como nuevo vocalista con la disposición de trabajar y aportar al nuevo estilo de la banda. 
El grupo comienza a participar en pequeños conciertos organizados en parques de la capital de El Salvador y en diferentes universidades. 
Para el mes de septiembre de 2002 comenzaron a surgir las primeras composiciones sin pensar seriamente en una producción a corto plazo. 
No obstante fue en el mes de octubre de ese mismo año, cuando la productora salvadoreña Cielo Producciones, a través de Arturo Andrade, 
les propuso grabar su primer material discográfico. Inmediatamente emprenden el proceso de grabación en el mes de noviembre. 
“Como Tú”, “Me Amas” y “Confiaré En Ti”, fueron parte de las primeras composiciones que la banda grabó. 
Metamorffosis finalizó la producción homónima en febrero de 2003 satisfactoriamente y con la convicción de que ese primer proyecto 
impactaría la juventud del país con un estilo original y un mensaje positivo. 
Con su primera producción Metamorffosis se dio a conocer dentro y fuera de las congregaciones, 
de tal manera que las canciones se abrieron espacio en las radios seculares. Fue ese tipo de incidencia lo que permitió a la banda ubicarse, 
en el año de 2003, como "Mejor Banda Punk Nacional", según un reconocido certamen que reconoce lo mejor de la música del país. 
Rápidamente la aceptación fue notoria en países como Guatemala, Estados Unidos, México y Sur América, 
por lo que las grabaciones no podían detenerse y en octubre de 2004 se inicia el proceso de la segunda producción denominada ¨Primero Dios¨, 
lanzado en junio de 2005, siempre bajo el sello de Cielo Producciones. En este segundo trabajo llegarían a ser éxitos canciones como ¨Toma Mi Vida¨, ¨Judas¨ y ¨Eternamente¨. 
En este trabajo la banda decidió incluir covers como "Canta Al Señor" y "Cantaré de tu Amor Por Siempre", conocidos a nivel mundial. 
La banda incursionó en nuevas fronteras, y como muestra incluyeron un material interactivo de aproximadamente 20 minutos dentro del disco "Primero Dios", 
en el cual se ven entrevistas e imágenes en el estudio donde los chicos comparten sus sueños y experiencias. 
El documental fue editado y producido por FREAK™ Studio. Luego de algunos años, la idea de realizar un nuevo proyecto llegaba y como todo grupo, 
tenían que enfrentar problemas y desafíos que estuvieron cerca de separarlos definitivamente. Las decisiones marcarían un nuevo camino para Metamorffosis, 
una de ellas era independizarse de su productora y grabar su tercer álbum producido completamente por sus integrantes. 
La composición de letras y arreglos musicales inició en octubre de 2006. Fue hasta diciembre de 2007 cuando Metamorffosis encuentra en SoudTrack Studio un lugar propicio para plasmar todas sus ideas e inquietudes musicales. De la mano de Julio Rodas como coproductor y responsable de la mezcla y edición, se inició la grabación de ¨Escrito en las Estrellas¨. Con una visión amplia y con el objetivo de desafiar a esta generación a no repetir la historia de nuestros países, la banda motiva a dejar de lado los dogmas y doctrinas humanas para conducir a los jóvenes a vivir en plenitud el propósito de Dios. Metamorffosis pretende con esta nueva producción ser un referente cultural y espiritual para la juventud de habla hispana y romper los esquemas de la religión e identificarse con la problemática que los jóvenes viven día a día. Esta tercera producción fue lanzada al mercado el 27 de diciembre de 2008 y se espera que la banda realice su presentación oficial en un concierto que sobrepase todas las expectativas de los fanes. 
“Escrito en las Estrellas” fue el primer sencillo que la banda ha promocionado, seguido del segundo corte promocional llamado “Quisiera”, canción que se está posicionando en las listas de popularidad en las diferentes radios juveniles. La aceptación del primer sencillo llevó a la banda a grabar su primer videoclip, producido y dirigido por el Personal de Metamorffosis, con la colaboración de José Vega en la edición. El video fue grabado en el Teatro Nacional de Santa Ana, y ha sido galardonado por los Premios Subterránica 2008 como "Mejor Video de Banda Nacional" y Mención Honorífica en el certamen "Video Joven 2008" impulsado por Concultura y La Prensa Gráfica en El Salvador. La nueva etapa de Metamorffosis, marca una pauta en la forma de influencia positiva en la sociedad.

## Miembros
- David Bonilla - Vocales y Guitarra
- Adonaldo Arias - Guitarra
- Danny Díaz-Dannyxstarx - Bajo
- Mario Córdova - Batería
- Reynaldo Gonzalez - Primer Vocalista

## Discografía
| Fecha de lanzamiento    | Álbum                    | Discográfica       |
| ----------------------- | ------------------------ | ------------------ |
| Febrero de 2003         | Metamorffosis            | Cielo Producciones |
| Junio de 2005           | Primero Dios             | Cielo Producciones |
| 27 de diciembre de 2008 | Escrito en las Estrellas |                    |

### Videos
- Escrito en las Estrellas (2008) (Dirigido por José Vega)
- Quisiera (2009) (Personal de Metamorffosis)